# Burg auf dem Weinberg
Die Burg auf dem Weinberg war eine mittelalterliche Burg bei Meinersen im Landkreis Gifhorn, von der sich keine Reste erhalten haben. Es handelte sich um eine Vorgängerburg der später erbauten Burg Meinersen.
Der Burgstall der Anlage liegt südwestlich des Ortes rund 200 Meter von der Hauptstraße entfernt in der Niederung der Oker. Die Burg stand etwa 50 Meter östlich des Flusses auf einer etwa 50 × 50 Meter großen Erhebung, die noch heute eine Höhe von rund 1,7 Meter aufweist.
Die Burg auf dem Weinberg war Sitz der Edelherren von Meinersen, die seit 1147 in enger Verbindung zu den Welfen in den Urkunden erscheinen. Ihren Herrschaftsbereich erhielt es direkt als Reichslehen und unterstand keinem Fürsten oder Herzog. Erst 1234 wurde der Ort Meinersen selbst das erste Mal genannt. Spätestens 1292 verloren die Edelherren von Meinersen ihre Reichsunmittelbarkeit und waren dem Herzogtum Braunschweig-Lüneburg lehnspflichtig. 1353 übertrug Bernhard II. von Meinersen – der letzte seines Geschlechts – "Haus und Herrschaft" von Meinersen dem Hochstift Hildesheim. 1382 ist von der Burgstelle als "alter Wall" in Meinersen die Rede. Die Lokalisierung auf dem Weinberg erfolgt aufgrund eines Eintrags "Alter Burgplatz" in der Kurhannoverschen Landesaufnahme von 1780. Dort ist ein rechteckiges Areal von 42 × 63 m Größe eingetragen, an dem im Westen und Norden ein Wassergraben mit Verbindung zur Oker anschloss.

## Weblink
Stefan Eismann: Burg auf dem Weonberg in der wissenschaftlichen Datenbank „EBIDAT“ des Europäischen Burgeninstituts, abgerufen am 29. Juni 2021.